# Haltepunkt Essen Süd
Der Haltepunkt Essen Süd ist ein S-Bahn-Haltepunkt im Essener Stadtteil Südviertel. Die Gebäude des Haltepunktes stehen unter Denkmalschutz.

## Geschichte
1877 wurde die Bahnstrecke Essen-Werden–Essen von der Bergisch-Märkischen Eisenbahn-Gesellschaft fertiggestellt.
1914 wurde der Bahnhof Süd nach dem Vorbild Berliner Vorortbahnhöfe gebaut. Das Gebäudeensemble befindet sich auf beiden Seiten der tiefliegenden Gleise. Das Hauptgebäude ist ein eingeschossiger Bau mit Satteldach und klassizistisch gestalteter Straßenfront, die von Säulen geprägt ist. Das Nebengebäude ist auf der gegenüberliegenden Seite der Gleise gelegen und ist ein kleineres Gebäude mit Walmdach, das von der Straße zurückgesetzt ist. Beide Gebäudeteile sind durch einen geschlossenen Übergang miteinander verbunden.
Seit 1974 wird der Haltepunkt Essen Süd von der S-Bahn-Linie S6 bedient.
1987 kaufte ein Unternehmer das ehemalige Haupthaus des Bahnhofs von der Deutschen Bundesbahn, und richtete eine Gastronomie ein. Das gesamte Gebäude-Ensemble wurde am 14. April 1988 in die Denkmalliste der Stadt Essen eingetragen. Ende 2012 wurde für das Haupthaus ein Pachtvertrag geschlossen, der im September 2017 auslief. Seitdem steht das Gebäude leer. Es wurde im Sommer 2018 privat verkauft. Die Brücke über die Gleise und das turmähnliche Nebengebäude sind im Eigentum der DB InfraGO AG. Sie wurden durch diese im Sommer 2018 äußerlich renoviert, als der Zugverkehr wegen einer Streckensanierung ruhte.

## Heutige Situation

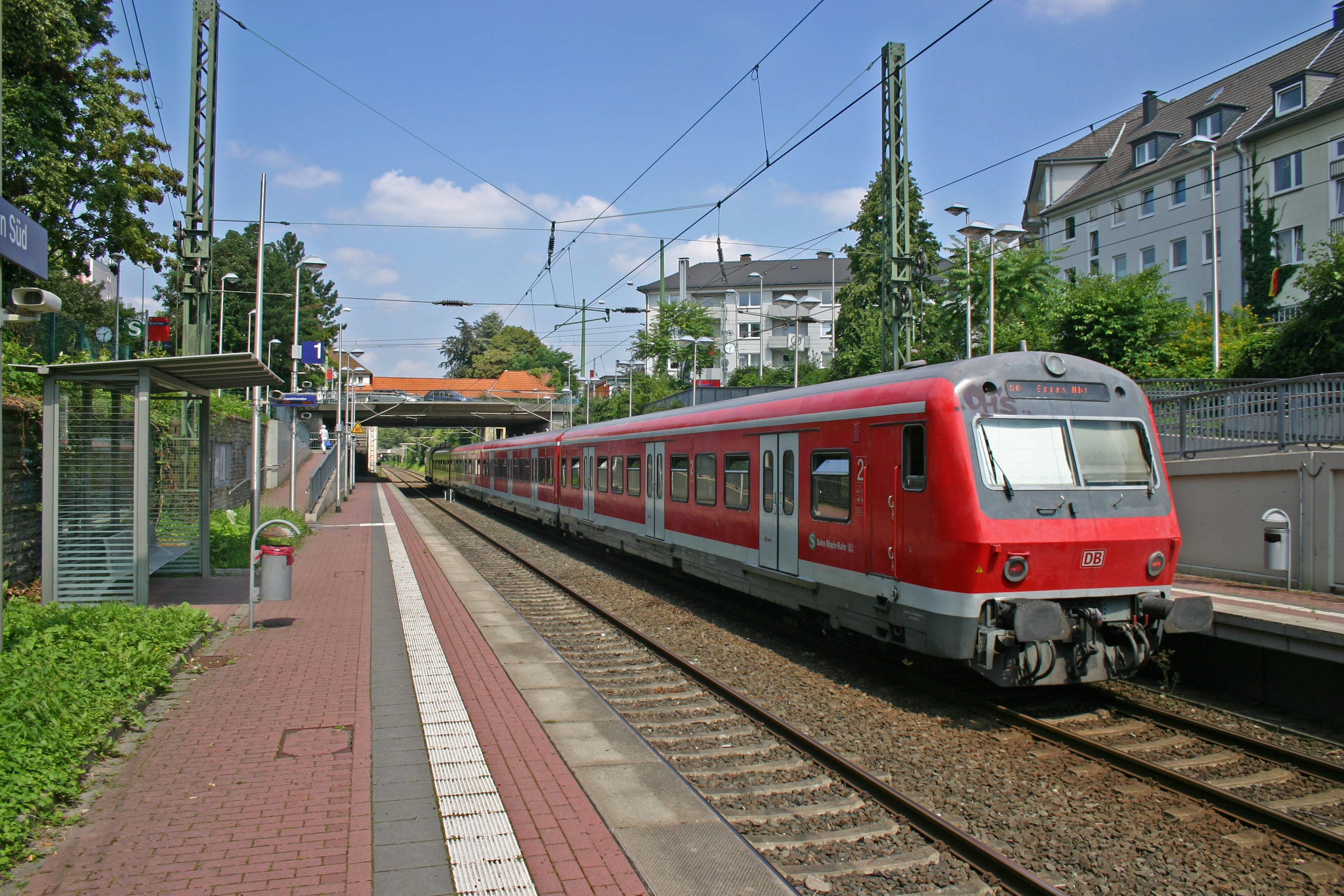
Ausfahrende S6 in Richtung Essen Hbf

Der Haltepunkt wird im Schienenpersonennahverkehr ausschließlich von der S-Bahn Rhein-Ruhr bedient. Er liegt an der Bahnstrecke Essen-Werden–Essen (Kursbuchstrecke 450.6), die die Ruhrtalbahn mit dem Essener Hauptbahnhof verbindet. Es besteht eine Umsteigemöglichkeit zur Straßenbahnlinie 105 der Straßenbahnstrecke Essen–Oberhausen, die in weitere Teile des Stadtgebietes sowie bis an die Stadtgrenze zu Oberhausen verkehrt und von der Ruhrbahn betrieben wird.
Im Betriebsstellenverzeichnis der Deutschen Bahn hat Essen Süd das Kürzel EESD und wird in der Preisklasse 5 (Nahverkehrssystemhalt) geführt.
Die Station besitzt zwei Außenbahnsteige, die über barrierefreie Abgänge von der Straße aus erreichbar sind.
| Linie | Linienverlauf | Takt |
| ----- | --- | --- |
| S 6   | Essen Hbf – Essen Süd – E-Stadtwald – E-Hügel – E-Werden – Kettwig – Kettwig Stausee – Hösel – Ratingen Ost – D-Rath – D-Rath Mitte – D-Derendorf – D-Zoo – D-Wehrhahn – Düsseldorf Hbf – D-Volksgarten – D-Oberbilk – D-Eller Süd – D-Reisholz – D-Benrath – D-Garath – D-Hellerhof – Langenfeld-Berghausen – Langenfeld (Rheinland) – Lev.-Rheindorf – Lev.-Küppersteg – Leverkusen Mitte – Lev.-Chempark – K-Stammheim – K-Mülheim – K-Buchforst – K-Messe/Deutz – Köln Hbf – K-Hansaring – K-Nippes (– K-Geldernstr./Parkgürtel – K-Longerich – K-Volkhovener Weg – K-Chorweiler – K-Chorweiler Nord – K-Blumenberg – K-Worringen) Stand: Fahrplanwechsel Dezember 2023 | 20 min (werktags) 30 min (sonn-/feiertags, Essen–Düsseldorf auch samstags) Nippes–Worringen nur werktags 5–20 Uhr und sonn-/feiertags 11–21 Uhr |
| 105   | Naturlinie 105: Frintrop Unterstraße (Stadtgrenze Oberhausen) – Bedingrade – Abzweig Aktienstraße – Borbeck Süd Bf – Helenenstraße – U Berliner Platz – U Rheinischer Platz – U Rathaus Essen – U Essen Hbf – Essen Süd – Bergerhausen – Rellinghausen Finefraustraße | 10 min |

## Aussicht
Südlich des Haltepunktes verkehren die Buslinien 160 und 161 bislang am Haltepunkt Essen Süd vorbei. Diese beiden Buslinien stellen als gürtelförmige Linie Tangentialverbindungen zwischen den Stadtteilen im Umkreis der Innenstadt her, sind jedoch bisher nur am Haltepunkt Frohnhausen mit der S-Bahn verknüpft.
Der Kreisverband Essen von Bündnis 90/Die Grünen forderte 2002, auch den Haltepunkt Essen Süd mit den Buslinien 160/161 zu verknüpfen.